# Madeleine Albright
Madeleine Albright, nacida Marie Jana Korbelová (Praga; 15 de mayo de 1937-Washington D. C.; 23 de marzo de 2022), fue una diplomática estadounidense que se desempeñó como la 64.ª secretaria de Estado de los Estados Unidos entre 1997 y 2001, bajo la presidencia de Bill Clinton. Fue la primera mujer nombrada secretaria de Estado.
Albright emigró con su familia a los Estados Unidos en 1948 desde Checoslovaquia. Su padre, el diplomático Josef Korbel, estableció a la familia en Denver, Colorado, y ella se convirtió en ciudadana estadounidense en 1957. Albright se graduó del Wellesley College en 1959 y obtuvo un doctorado de la Universidad de Columbia en 1975, escribiendo su tesis sobre la Primavera de Praga. Trabajó como asistente del senador Edmund Muskie antes de ocupar un puesto con Zbigniew Brzezinski en el Consejo de Seguridad Nacional. Ocupó esa posición hasta 1981, cuando el presidente Jimmy Carter dejó su cargo.
Después de dejar el Consejo de Seguridad Nacional, Albright se unió a la facultad académica de la Universidad de Georgetown y asesoró a candidatos demócratas sobre política exterior. Después de la victoria de Bill Clinton en las elecciones presidenciales de 1992, Albright ayudó a formar su Consejo de Seguridad Nacional. En 1993, Clinton la nombró embajadora de Estados Unidos ante las Naciones Unidas. Desempeñó ese cargo hasta 1997, año en que se convirtió en secretaria de Estado. Albright ocupó dicho rol hasta que Clinton dejó la presidencia en 2001.
Albright fue presidenta de Albright Stonebridge Group, una firma consultora, y fue Profesora Distinguida Patrocinada por Michael y Virginia Mortara en la Práctica de la Diplomacia en la Escuela de Servicio Exterior de la Universidad de Georgetown. En mayo de 2012, el presidente Barack Obama le otorgó la Medalla Presidencial de la Libertad. Albright integró el directorio del Consejo de Relaciones Exteriores.

## Primeros años
Nació en Praga, Checoslovaquia, el 15 de mayo de 1937. Fue criada en el catolicismo por sus padres, quienes se habían convertido del judaísmo para escapar de la persecución. Su padre, Josef Korbel, fue un diplomático checoslovaco. En 1939 la familia huyó a Londres, después de la anexión de Bohemia por los nazis, donde su padre trabajaba para el gobierno checoslovaco de Beneš en el exilio. Su familia primero vivió en Kensington Park Road en Notting Hill, Londres (donde soportaron lo peor del Blitz), pero luego se mudó a Beaconsfield, luego a Walton-on-Thames, en las afueras de Londres. Mantuvieron una gran mesa de metal en la casa, destinada a proteger a la familia de la amenaza recurrente de los ataques aéreos nazis. Mientras estuvo en Inglaterra, Marie Jana fue una de los niños que se muestran en una película documental diseñada para promover la simpatía por todos los refugiados de guerra en Londres.
Después de la derrota de los nazis en el Teatro Europeo de la Segunda Guerra Mundial y el colapso de la Alemania nazi y el Protectorado de Bohemia y Moravia, la familia Korbel regresó a Praga. Les dieron un lujoso apartamento en el distrito de Hradčany. Este beneficio generó controversia para la familia, ya que el piso había pertenecido a una familia industrial bohemia alemana que fue expulsada por los decretos de Beneš para expulsar a dichas familias.

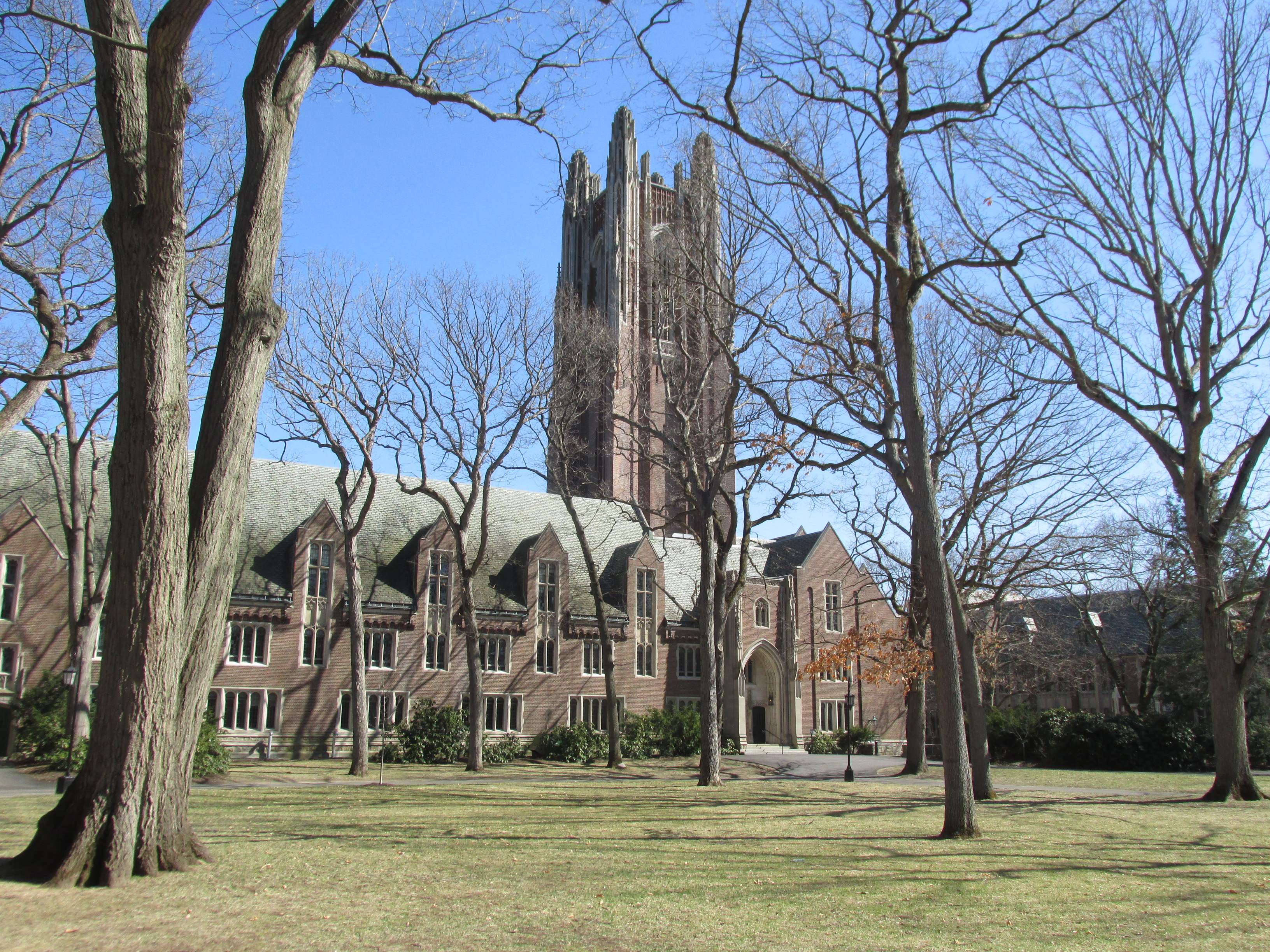
Green Hall, Wellesley College, Wellesley MA

Korbel fue nombrado embajador de Checoslovaquia en la República Popular Federal de Yugoslavia y la familia se mudó a Belgrado. Los comunistas gobernaban Yugoslavia, y Korbel estaba preocupado de que su hija fuera adoctrinada con la ideología marxista en una escuela yugoslava. Fue enseñada por una institutriz y más tarde la enviaron al Prealpina Institut pour Jeunes Filles terminando la escuela en Chexbres, en el lago Lemán en Suiza. Aprendió a hablar francés mientras estaba en Suiza y cambió su nombre de "Marie Jana" a "Madeleine".
El Partido Comunista de Checoslovaquia se hizo cargo del gobierno en 1948, con el apoyo de la Unión Soviética. Como oponente del comunismo, Korbel se vio obligado a renunciar a su cargo. Más tarde obtuvo un puesto en una delegación de las Naciones Unidas en Cachemira. Envió a su familia a los Estados Unidos, a través de Londres, para esperarlo cuando llegara para entregar su informe a la sede de la Organización de las Naciones Unidas en los Estados Unidos, que entonces se encontraba en Lake Success, Nueva York.

## Juventud y formación

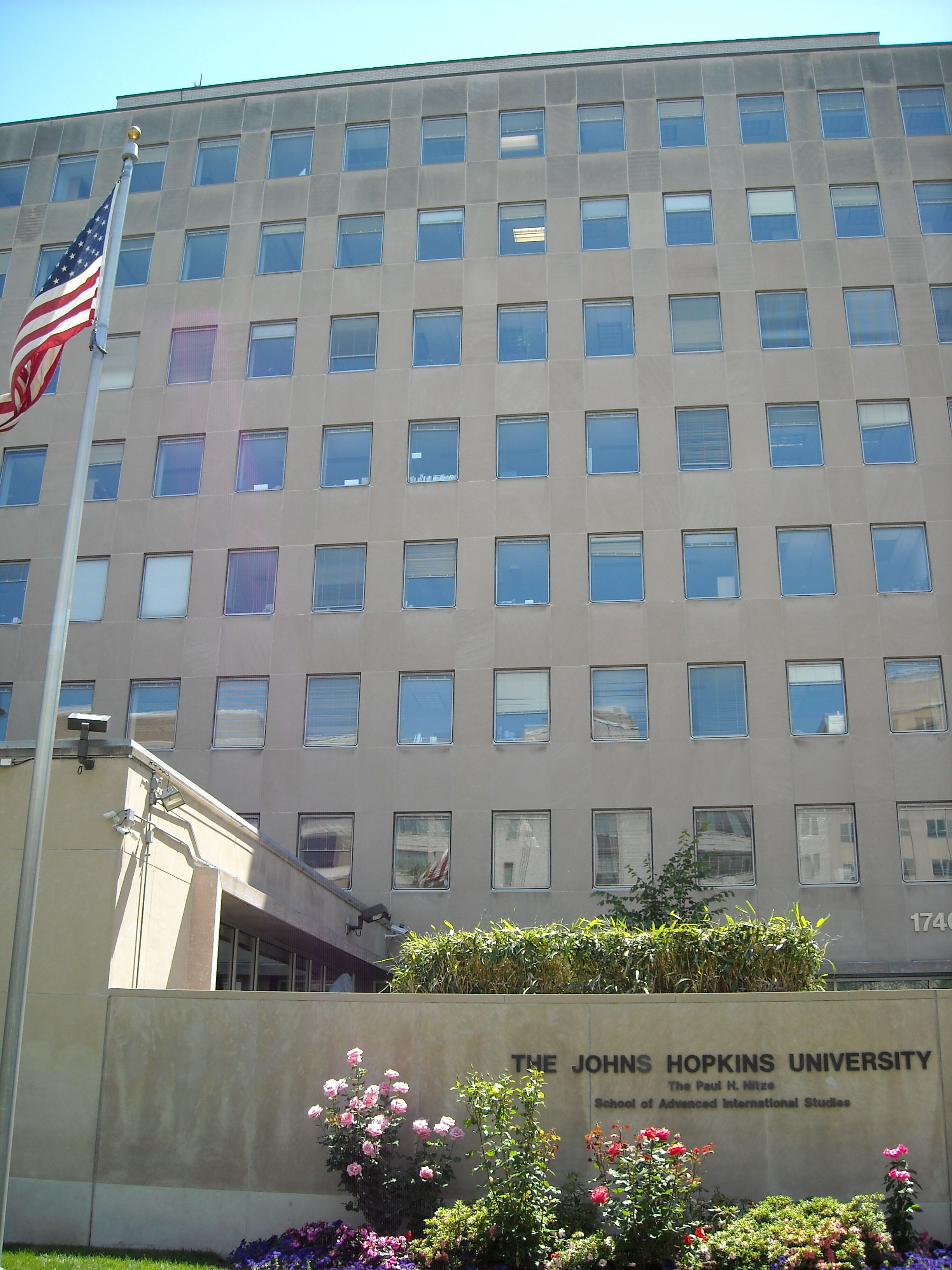
Escuela de Estudios Internacionales Avanzados Paul H. Nitze.

La familia de Albright emigró del Reino Unido en el SS América, que partió de Southampton el 5 de noviembre de 1948 y llegó a la Isla Ellis en el puerto de Nueva York el 11 de noviembre de 1948. La familia se estableció inicialmente en Great Neck en Long Island. Korbel solicitó asilo político, argumentando que como opositor del comunismo, estaba bajo amenaza en Praga. Con la ayuda de Philip Moseley, profesor de ruso en la Universidad de Columbia en la ciudad de Nueva York, Korbel obtuvo un puesto en el departamento de ciencias políticas de la Universidad de Denver en Colorado. Se convirtió en decano de la escuela de relaciones internacionales de la universidad y más tarde enseñó a la futura Secretaria de Estado de Estados Unidos, Condoleezza Rice. En 2008, la escuela fue nombrada como la Escuela Josef Korbel de Estudios Internacionales en su honor.
Albright pasó sus años de adolescencia en Denver, y en 1955 se graduó en la Escuela Kent Denver en Cherry Hills Village, un suburbio de Denver. Allí fundó el club de relaciones internacionales de la escuela y fue su primer presidente. Asistió después al Wellesley College, en Wellesley, Massachusetts, con una beca completa, especializándose en ciencias políticas, y se graduó en 1959. El tema de su tesis principal fue el ex primer ministro checoslovaco Zdeněk Fierlinger. Se convirtió en ciudadana de EE. UU. en 1957 y se unió al Colegio Demócratas de América.
Mientras estaba en Wellesley, en Denver, trabajó como pasante en The Denver Post. Allí conoció a Joseph Medill Patterson Albright. Era el sobrino de Alicia Patterson, propietaria de Newsday y esposa del filántropo Harry Frank Guggenheim. Albright se convirtió al episcopalianismo en el momento de su matrimonio. La pareja se casó en Wellesley en 1959, poco después de graduarse. Primero vivieron en Rolla, Misuri, mientras su esposo completaba su servicio militar en el cercano Fort Leonard Wood. Durante este tiempo, Albright trabajó en The Rolla Daily News.
En enero de 1960, la pareja se mudó a Chicago, Illinois, donde él trabajó como periodista en el Chicago Sun-Times, y Albright trabajó como editora de imágenes para la Encyclopædia Britannica. El año siguiente, Joseph Albright comenzó a trabajar en Newsday en Nueva York, y la pareja se mudó a Garden City en Long Island. Ese año, ella dio a luz a sus hijas gemelas, Alice Patterson Albright y Anne Korbel Albright. Las gemelas nacieron prematuras seis semanas y requirieron una larga estancia hospitalaria. Como una distracción, Albright comenzó las clases de ruso en la Universidad de Hofstra, en la cercana localidad de Hempstead.
En 1962, la familia se mudó a Washington, D. C, donde vivieron en Georgetown. Albright estudió relaciones internacionales y continuó ruso en la Escuela de Estudios Internacionales Avanzados Paul H. Nitze, una división de la Universidad Johns Hopkins en la capital.
En 1963, murió la tía de Joseph, Alicia Patterson, y los Albright regresaron a Long Island con la idea de que Joseph se hiciera cargo del negocio de los periódicos familiares. En 1967, Albright dio a luz a otra hija, Katherine Medill Albright, y continuó sus estudios en el Departamento de Derecho Público y Gobierno de la Universidad de Columbia. (Más tarde fue rebautizado como departamento de ciencia política y se encuentra dentro de la Escuela de Asuntos Internacionales y Públicos). Obtuvo un certificado de ruso, una maestría y un doctorado, y escribió su tesis de maestría sobre el cuerpo diplomático soviético y su tesis doctoral sobre el papel de los periodistas en la Primavera de Praga de 1968. También tomó un curso de posgrado impartido por Zbigniew Brzezinski, quien más tarde se convirtió en su jefe en el Consejo de Seguridad Nacional de EE. UU.

## Carrera

### Comienzos de su carrera
Regresó a Washington, D. C, en 1968, y viajó a Columbia por su doctorado, que recibió en 1975. Comenzó a recaudar fondos para la escuela de sus hijas, participación que la llevó a varios puestos en juntas de educación. Finalmente, fue invitada a organizar una cena de recaudación de fondos para la campaña presidencial de 1972 del senador estadounidense Edmund Muskie de Maine. Esta asociación con Muskie la llevó a un puesto como su principal asistente legislativo en 1976. Sin embargo, después de la elección presidencial de Jimmy Carter en los EE. UU. en 1976, Brzezinski, exprofesor de Albright, fue nombrado asesor de Seguridad Nacional y reclutó a Albright en 1978 para trabajar en el Ala Oeste como enlace con el Congreso del Consejo de Seguridad Nacional.

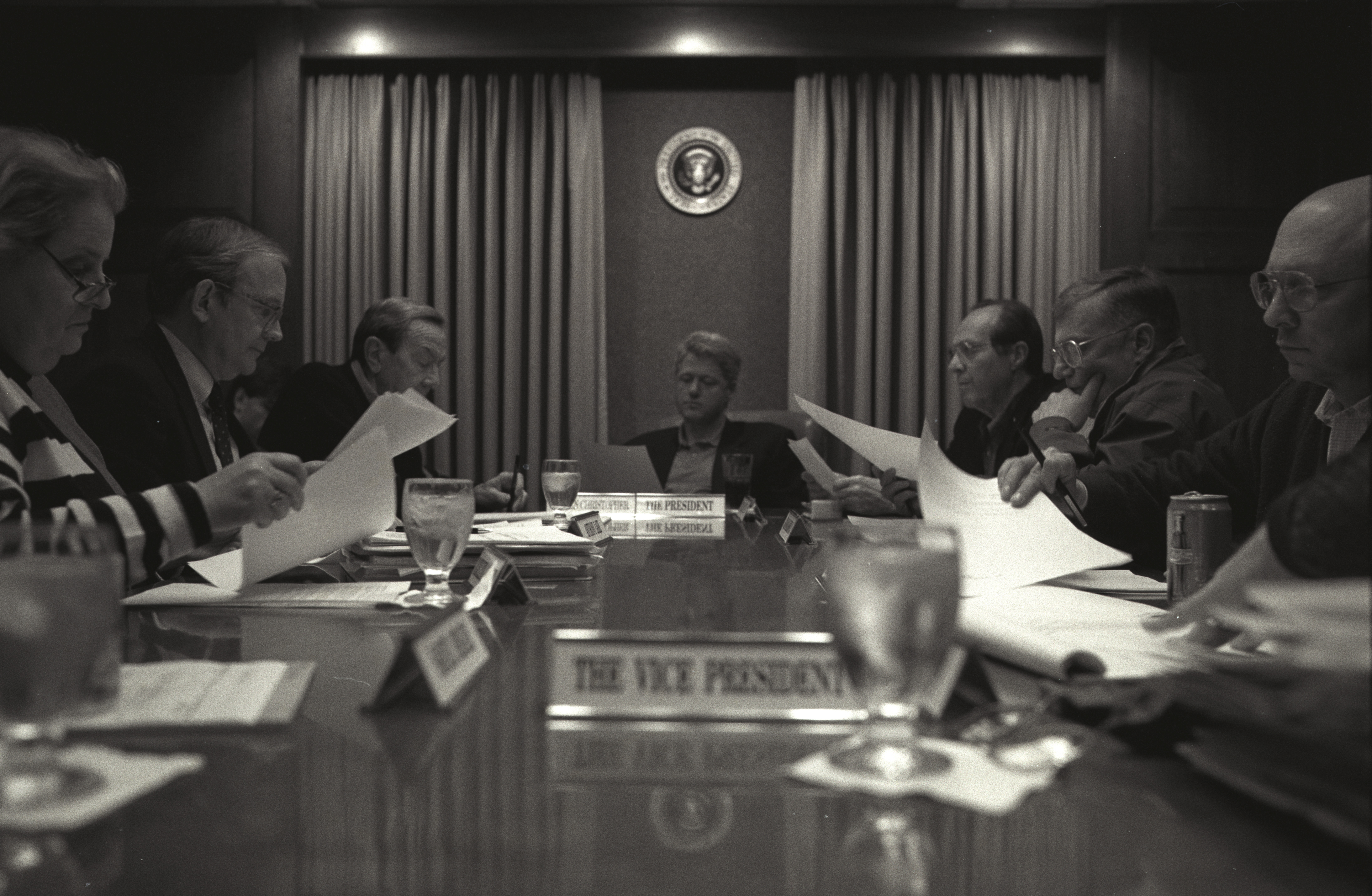
Bosnia meeting en la Situation Room - 1994

Después de la derrota de Carter en 1980 ante Ronald Reagan, Albright se trasladó al Centro Internacional para Académicos Woodrow Wilson en el Instituto Smithsoniano en Washington, D. C, donde recibió una subvención para un proyecto de investigación. Eligió escribir sobre los periodistas disidentes involucrados en el movimiento Solidaridad de Polonia, que estaba ganando atención internacional. Viajó a Polonia para investigar, entrevistando a disidentes en Gdansk, Varsovia y Cracovia. A su regreso a Washington, su esposo anunció su intención de divorciarse de ella por otra mujer.

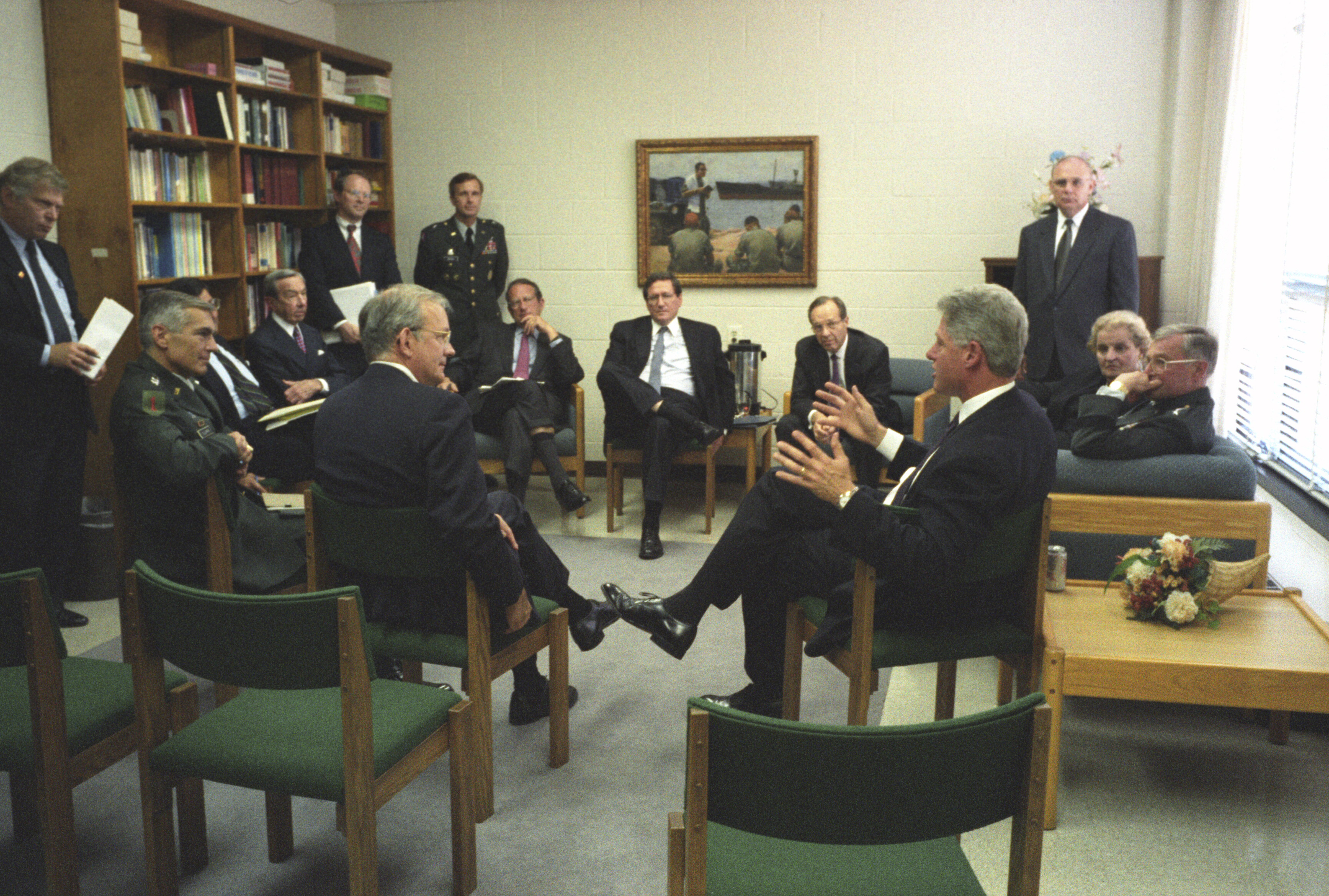
El presidente Clinton en 1995, en una reunión a la que asiste Albright.

Albright se unió al personal académico de la Universidad de Georgetown en Washington, D. C, en 1982, especializándose en estudios de Europa del Este. También dirigió el programa de la universidad sobre las mujeres en la política global. Se desempeñó como asesora principal de política exterior del Partido Demócrata, e informó a la candidata a la vicepresidencia Geraldine Ferraro en 1984 y al candidato presidencial Michael Dukakis en 1988, ambas campañas terminaron en derrota.
En 1992, Bill Clinton devolvió la Casa Blanca al Partido Demócrata, y Albright fue empleada para manejar la transición a una nueva administración en el Consejo de Seguridad Nacional. En enero de 1993, Clinton la nominó para ser Embajadora de los Estados Unidos ante las Naciones Unidas, su primer puesto diplomático.

### Embajadora de los Estados Unidos ante las Naciones Unidas

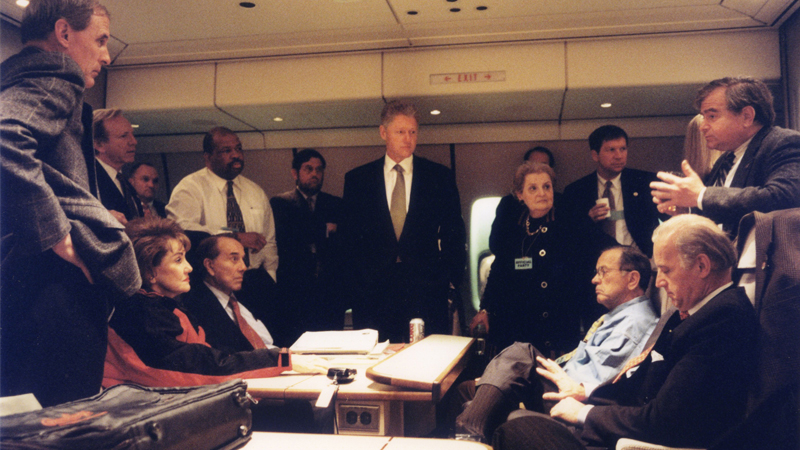
Bill Clinton en 1997 en el Air Force One, en una reunión con miembros del Senado en el vuelo a Bosnia

Albright fue nombrada embajadora en las Naciones Unidas poco después de que Clinton tomara posesión, presentando sus credenciales el 9 de febrero de 1993. Durante su permanencia en la ONU, tuvo una relación difícil con el secretario general de la ONU, Boutros Boutros-Ghali, a quien criticó. como "desconectado" y "negligente" en el genocidio en Ruanda. Albright escribió: «Lo que más lamento de mis años en el servicio público es el hecho de que Estados Unidos y la comunidad internacional no hayan actuado antes para detener estos delitos».
En Shake Hands with the Devil, Roméo Dallaire afirma que en 1994, en el papel de Albright como representante permanente de los EE. UU. ante la ONU, evitó describir los asesinatos en Ruanda como "genocidio" hasta que se vio abrumada por la evidencia de ello. Se le indicó que apoyara una reducción o retiro (algo que nunca sucedió) de la Misión de Asistencia de Estados Unidos para Ruanda. Albright más tarde comentó en el documental de PBS Ghosts of Rwanda que «fue un momento muy, muy difícil, y que la situación no estaba clara. Usted sabe, en retrospectiva, todo parece muy claro. Pero en ese momento, no estaba claro qué ocurría en Ruanda».
También en 1996, después de que los pilotos militares cubanos derribaran dos pequeños aviones civiles volados por el grupo de exiliados cubanos-estadounidenses Hermanos al Rescate en aguas internacionales, anunció: «Esto no es cojones. Esto es cobardía». De lo que el presidente Clinton dijo que era «probablemente el trabajo de una sola línea más efectivo en toda la política exterior de la administración».
En 1996 entró en un pacto secreto con Richard Clarke, Michael Sheehan y James Rubin para derrocar al secretario general, Boutros Boutros-Ghali, quien se postulaba sin oposición para un segundo mandato en la selección de 1996. Después de que 15 miembros del personal de mantenimiento de la paz de Estados Unidos murieran en una redada fallida en Somalia en 1993, Boutros-Ghali se convirtió en un chivo expiatorio político en los Estados Unidos. Apodaron el pacto "Operación Orient Express" para reflejar su esperanza de que otras naciones se unieran a los Estados Unidos. Aunque todos los demás miembros del Consejo de Seguridad de las Naciones Unidas votaron a favor de Boutros-Ghali, Estados Unidos se negó a ceder a la presión internacional para que abandonara su veto solitario. Después de cuatro reuniones estancadas del Consejo de Seguridad, Boutros-Ghali suspendió su candidatura y se convirtió en el único secretario general de la ONU en no tener un segundo mandato. Los Estados Unidos discutieron luego con Francia, obligándola a retroceder y aceptar a Kofi Annan como el siguiente Secretario General. En sus memorias, Clarke dijo que «toda la operación había fortalecido la mano de Albright en la competencia para ser Secretaria de Estado en la segunda administración de Clinton».

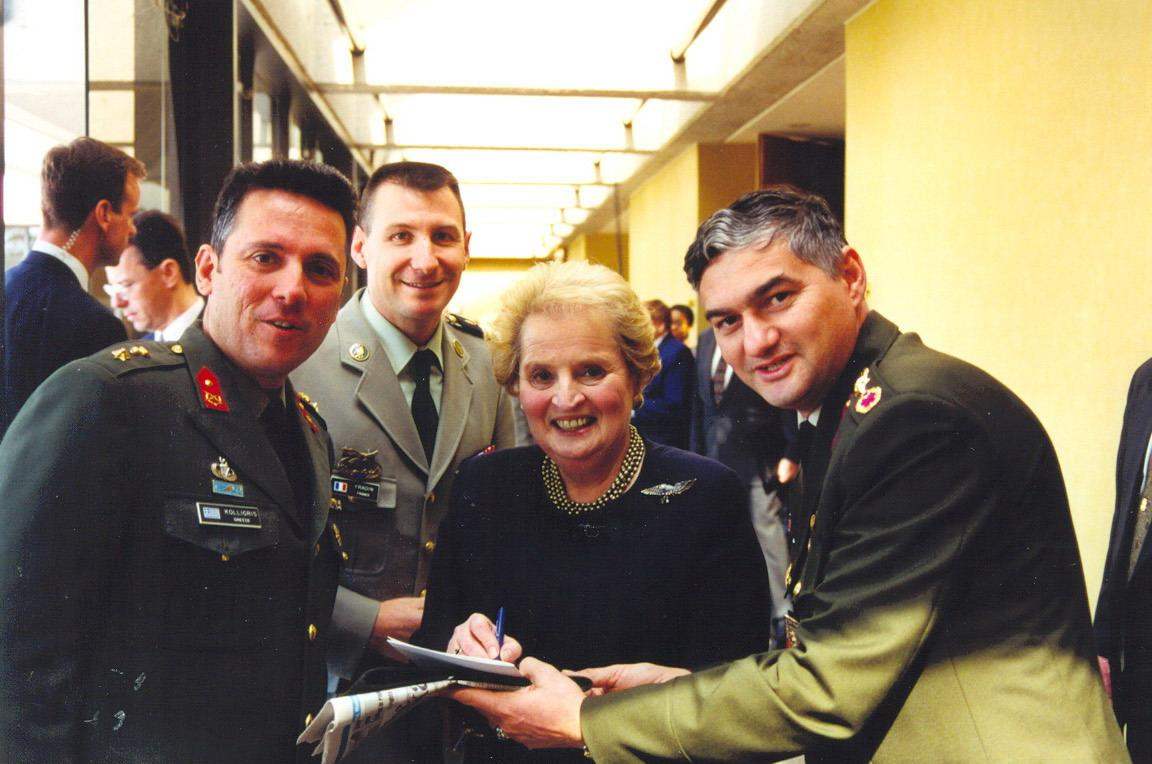
Madeleine Albright con oficiales de la OTAN durante la ceremonia de adhesión de nuevos miembros de la OTAN, en 1999

### Secretaria de Estado

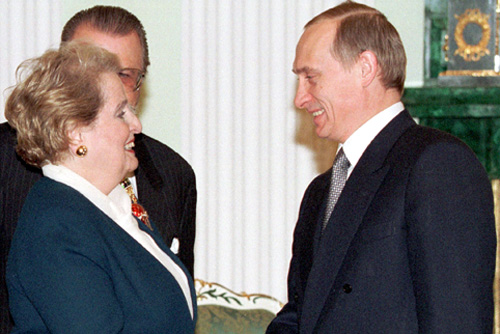
Vladímir Putin con Madeleine Albright. 2000

Durante el segundo mandato de Clinton asumió como la 64.º secretaria de Estado de los Estados Unidos, cargo que ocupó entre 1997 y 2001. Desde la creación de esa oficina ninguna mujer había ocupado el cargo, por lo que se convirtió en la primera secretaria de Estado de los Estados Unidos.
Cuando Albright asumió el cargo de Secretaria de Estado de EE. UU. el 23 de enero de 1997, y se convirtió la primera mujer en el nivel más alto en la historia del gobierno de los EE. UU. en el momento de su nombramiento. Al no ser una ciudadana nacida en Estados Unidos, no era elegible como sucesora presidencial de los Estados Unidos y fue excluida de los planes de contingencia nuclear.
Durante su mandato, Albright influyó considerablemente en la política estadounidense en Bosnia y Herzegovina y en el Medio Oriente. Según las memorias de Albright, una vez discutió con Colin Powell por el uso de la fuerza militar preguntando: «¿Cuál es el motivo de que guardes a este excelente ejército, Colin, si no podemos usarlo?»
Hizo del derrocamiento del presidente serbio Slobodan Milošević su prioridad, proporcionando considerables fondos a las organizaciones de la oposición.
Como secretaria de Estado representó a los Estados Unidos en la transferencia de soberanía sobre Hong Kong el 1 de julio de 1997. Junto con los contingentes británicos boicotearon la ceremonia de juramentación del Consejo Legislativo de Hong Kong, designado por los chinos, que reemplazó al elegido.
En 1998, en la cumbre de la OTAN, Albright articuló lo que se conoció como las "tres D" de la OTAN, «ni disminución de la OTAN, ni discriminación, ni duplicación, porque creo que no necesitamos a ninguna de esas tres» D "para pasar".
En febrero de 1998 participó en una reunión en Columbus, donde ella, William Cohen y Sandy Berger intentaron defender el caso de una acción militar en Irak. La multitud fue disruptiva, ahogando repetidamente la discusión con abucheos y cantos contra la guerra. James Rubin minimizó las interrupciones y afirmó que la multitud apoyaba una política de guerra. Más tarde, ese mismo año, tanto Bill Clinton como Albright insistieron en que un ataque a Sadam Huseín podría detenerse solo si Huseín revocaba su decisión de detener las inspecciones de armas. «Irak tiene una opción simple. Invierta el curso o enfrente las consecuencias», dijo Albright.
En 2000 se convirtió en uno de los diplomáticos occidentales de más alto nivel que se habían reunido con Kim Jong-il, el entonces líder de la Corea del Norte comunista, durante una visita oficial de Estado a ese país.
En ese mismo año y como parte de los actos por los 50 años del Alto Comisionado de Naciones Unidas para los Refugiados (ACNUR según sus siglas en español), Albright participó de un comercial celebrativo, junto a otras personalidades calificadas como "refugiados", como la escritora Isabel Allende o la Premio Nobel de la Paz Rigoberta Menchú Tum. En el aviso, los protagonistas bailan y celebran al ritmo del tema Respect de Aretha Franklin, siendo Albright la primera en aparecer.
En uno de sus últimos actos como secretaria de Estado, el 8 de enero de 2001, hizo una despedida a Kofi Annan y dijo que EE. UU. continuaría presionando a Irak para que destruyera todas sus armas de destrucción masiva como condición para levantar las sanciones económicas. Incluso después del final de la administración Clinton el 20 de enero de 2001.
En 2001 recibió el Premio Senador H. John Heinz III de Estados Unidos para el Mejor Servicio Público otorgado a un funcionario electo o designado, un premio que otorga anualmente la Fundación de Premios Jefferson.

## Vida posterior

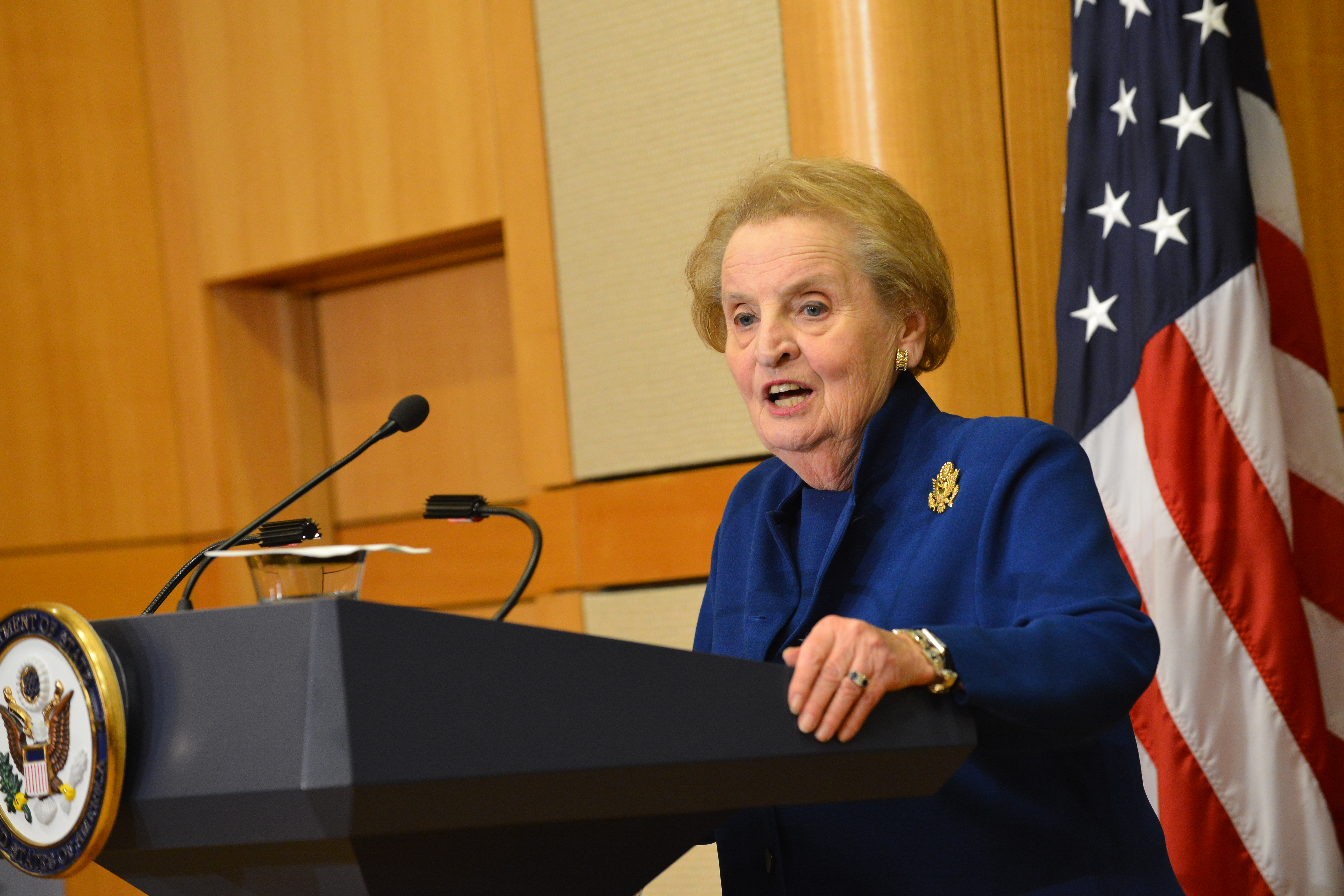
En el U.S. Diplomacy Center en 2014

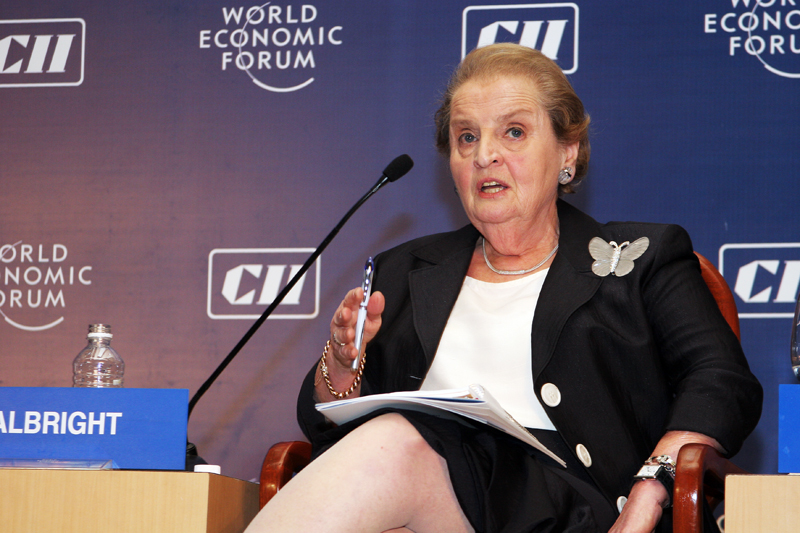
Madeleine Albright en el Foro Económico Mundial de 2007

Tras el mandato como Secretaria de Estado, muchos especularon que Albright podría seguir una carrera en la política checa. El presidente checo Václav Havel habló abiertamente sobre la posibilidad de que Albright le sucediera. Albright se sintió halagada, pero negó haber considerado seriamente la posibilidad de postularse para un cargo en su país de origen.
En 2001 fue elegida miembro de la Academia Americana de Artes y Ciencias.
También en 2001 fundó el Albright Group, una firma de consultoría de estrategia internacional con sede en Washington, D. C que luego se convirtió en el Albright Stonebridge Group. Afiliado a la firma está Albright Capital Management, que se fundó en 2005 para participar en la gestión de fondos privados relacionados con mercados emergentes.
En 2003 aceptó un puesto en el Consejo de Administración de la Bolsa de Nueva York. En 2005, se negó a postularse para la reelección a la junta después del escándalo de compensación de Richard Grasso, en el cual Grasso, el presidente de la Junta de Directores de la NYSE, había recibido $ 187.5 millones en compensación, con poca gobernanza por parte de Consejo en el que se sentaba Albright. Durante el mandato del presidente interino, John S. Reed, Albright se desempeñó como presidenta del comité de nominación y gobierno de la junta de NYSE. Poco después del nombramiento del presidente permanente de la junta de NYSE en 2005, Albright presentó su renuncia.

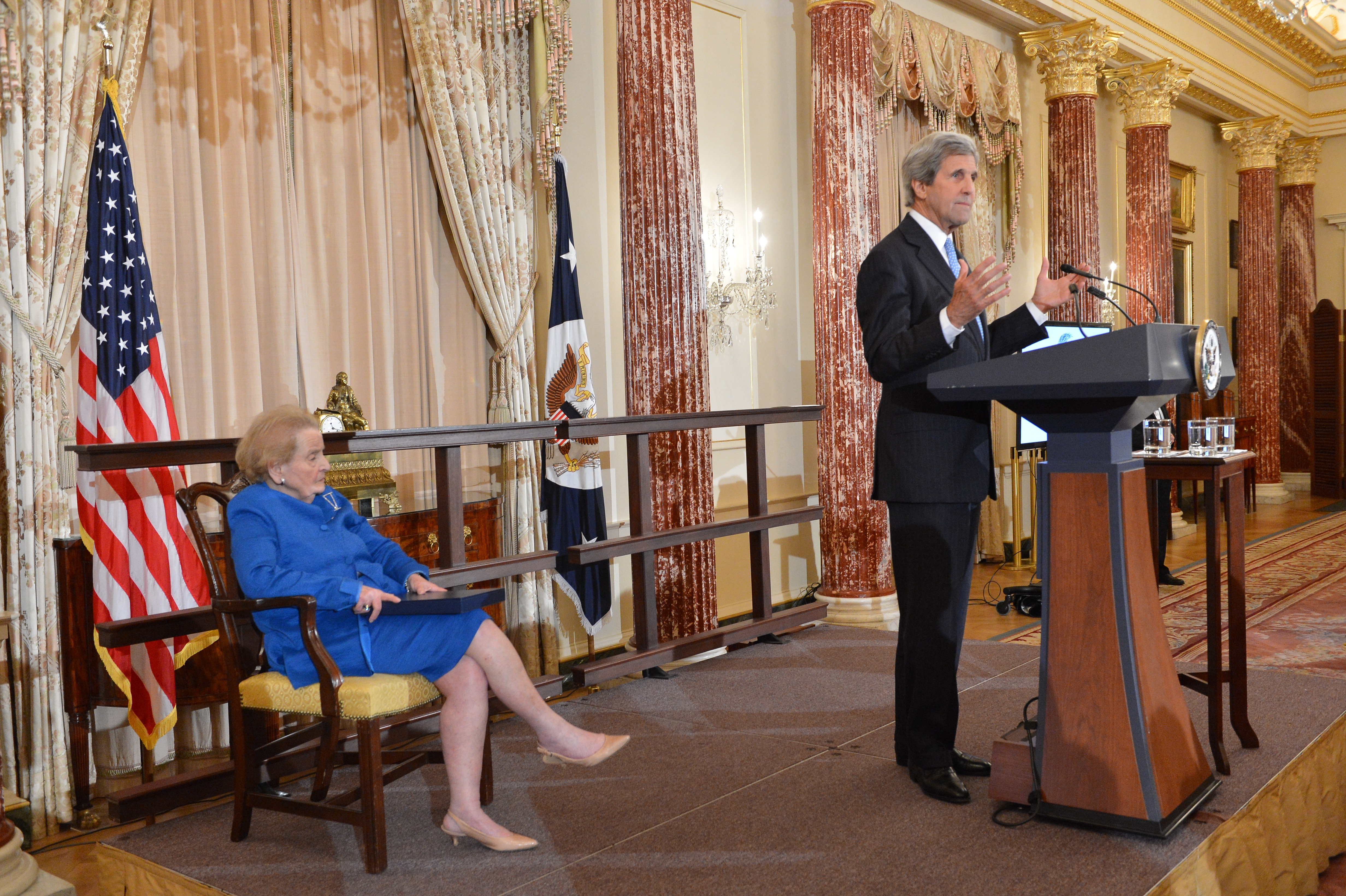
Albright con el Secretario de Estado John Kerry en el Truman Foundation Anniversary Event el 21 de junio de 2016

Fue miembro de la Junta de Directores del Consejo de Relaciones Exteriores y del Comité Asesor Internacional del Brookings Doha Center. A partir de 2016, fue la Profesora Distinguida Mortara de Diplomacia en la Escuela de Servicio Exterior de la Universidad de Georgetown en Washington, D. C. Fue presidenta del Instituto Nacional Demócrata para Asuntos Internacionales y presidente de la Fundación de Becas Truman. También fue copresidenta de la Comisión para el Empoderamiento Legal de los Pobres y fue presidenta del Consejo de Mujeres Líderes Mundiales de la Iniciativa Ministerial de Mujeres hasta el 16 de noviembre de 2007, a la que sucedió Margot Wallström.
El 25 de octubre de 2005 protagonizó de invitada en el drama televisivo Gilmore Girls como ella misma. También hizo una aparición especial en Parks and Recreation, en el octavo episodio de la séptima temporada.
En el National Press Club en Washington, D. C, el 13 de noviembre de 2007, declaró que junto con William Cohen sería copresidente de una nueva "Fuerza de Tareas para la Prevención del Genocidio" creada por el Museo en Memoria del Holocausto de los Estados Unidos, la Academia Americana de Diplomacia y el Instituto de los Estados Unidos para la Paz. Su nombramiento fue criticado por Harut Sassounian y el Comité Nacional Armenio de América, ya que tanto Albright como Cohen habían hablado en contra de una resolución del Congreso sobre el genocidio armenio.
Respaldó y apoyó a Hillary Clinton en su campaña presidencial de 2008. Fue una amiga cercana de Clinton y le ha servido como asesora informal en asuntos de política exterior. El 1 de diciembre de 2008, el entonces presidente electo Barack Obama nominó a la entonces senadora Clinton para el puesto de Secretaria de Estado que había ocupado Albright.
En septiembre de 2009 abrió una exposición de su colección de joyas personales en el Museo de Arte y Diseño de la ciudad de Nueva York, que se prolongó hasta enero de 2010. Coincidiendo con esta exposición publicó el libro Read My Pins.

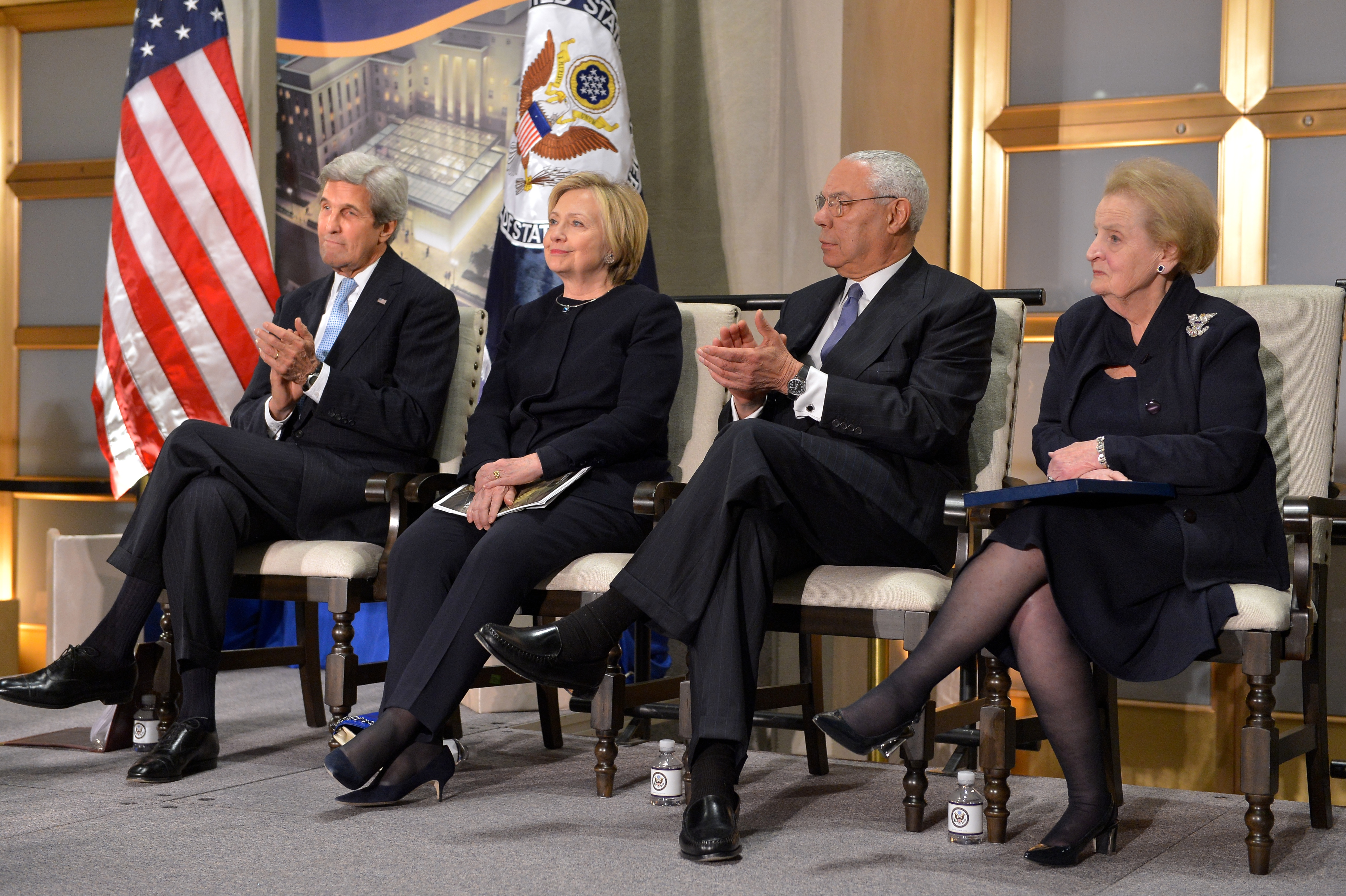
De izquierda a derecha: John Kerry, Hillary Clinton, Colin Powell y Madeleine Albright en el U.S. Diplomacy Center en 2017

En octubre de 2012 apareció en un video en el feed oficial de Twitter del Partido Demócrata, en respuesta a la afirmación del entonces candidato republicano Mitt Romney de que Rusia era el "enemigo geopolítico número uno" de los Estados Unidos. Según Albright, la declaración de Romney era una prueba de que tenía "poca comprensión de lo que realmente estaba sucediendo en el siglo XXI [y] no está actualizado y ese es un aspecto muy peligroso [de su candidatura]".
Describió a Donald Trump como "el líder más antidemocrático" en la historia de los Estados Unidos. También ha criticado a la Administración Trump por su retraso en cubrir algunos puestos diplomáticos como una señal de "desdén por la diplomacia".
A partir de 2016, Albright se desempeñó como presidenta de Albright Stonebridge Group, una firma consultora, y presidenta del consejo asesor del Instituto de La Haya para la Justicia Global, que se fundó en 2011 en La Haya. También se desempeñó como Presidenta Honoraria del Proyecto de Justicia Mundial. El Proyecto de Justicia Mundial trabaja para liderar un esfuerzo global y multidisciplinario para fortalecer el Estado de Derecho para el desarrollo de comunidades de oportunidad y equidad.

### Fallecimiento
Falleció el 23 de marzo de 2022, a los ochenta y cuatro años de edad, debido a un cáncer que padecía. Muchas figuras de la política le rindieron homenaje, entre ellos los presidentes de Estados Unidos Jimmy Carter, Bill Clinton, George W. Bush, Barack Obama y Joe Biden, y el ex primer ministro británico Tony Blair.
Su funeral se realizó el 27 de abril de 2022 en la Catedral Nacional de Washington. Asistió el presidente Joe Biden, los expresidentes Barack Obama y Bill Clinton, y las ex secretarias de Estado Hillary Clinton y Condoleezza Rice, así como las presidentas de Georgia, Salomé Zurabishvili y de Kosovo, Vjosa Osmani.

## Libros
- Madam Secretary (2003) – Sus memorias, publicadas después de su retiro
- The Mighty and the Almighty: Reflections on America, God, and World Affairs (2006)
- Memo to the President Elect: How We Can Restore America's Reputation and Leadership (2008)
- Read My Pins (2009)
- Prague Winter: A Personal Story of Remembrance and War, 1937–1948 (2012); Recesionado por Paul Wilson en The New York Review of Books, 7 de junio de 2012, páginas 35–37.
- Fascism: A Warning (2018)